# Hội đồng Bảo vệ Di tích Ba Lan
Hội đồng Bảo vệ Di tích Ba Lan (tiếng Ba Lan: Rada Ochrony Zabytków) được thành lập từ đầu thập niên 1990. Hội đồng là cơ quan tham mưu và cố vấn Bộ trưởng Bộ Văn hóa và Di sản Quốc gia, từ năm 2003. Hội đồng thành lập thông qua Điều 97 của Đạo luật Bảo vệ và trùng tu di tích. Căn cứ vào Đạo luật này, nhiệm vụ của Hội đồng là lấy ý kiến về: giả định dự thảo chương trình quốc gia bảo vệ di tích và chăm sóc di tích, đánh giá tình hình thực hiện nhiệm vụ từ quan điểm chính sách quản lý đất đai của đất nước liên quan đến di tích, bảo vệ di tích lịch sử, dự thảo các hành vi pháp lý liên quan đến bảo vệ di tích và trùng tu di tích.
Tối đa 20 thành viên của Hội đồng được bổ nhiệm nhiệm kỳ 4 năm một lần. Họ là những người có thành tích, công lao xuất sắc trong việc bảo vệ, trùng tu di tích.
Ngày 7 tháng 4 năm 2008  (nhiệm kỳ 2008-2012), Chủ tịch Hội đồng là GS. Jacek Purchla, và cấp phó là Giáo sư Bogumiła Rouba và Giáo sư Konrad Kucza-Kuczyński.
Các thành viên khác của Hội đồng:
- Giáo sư Tiến sĩ Alexander Böhm
- Giáo sư Tiến sĩ Wojciech Chudziak
- Tiến sĩ  Roman Cielątkowska
- Tiến sĩ  Piotr Dobosz
- Giáo sư Tiến sĩ Anh Jerzy Jasieńko
- Kỹ sư Jerzy Jasiuk
- Paweł Jaskanis
- Wiesław Kaczmarek
- Giáo sư Andrzej Koss
- Giáo sư Tiến sĩ Hanna Kóčka-Krenz
- Tiến sĩ  Jadwiga Łukaszewicz
- Giáo sư Tiến sĩ Tadeusz Markowski
- Kỹ sư Piotr Napierała
- Giáo sư Tiến sĩ Andrzej Rottermund
- Giáo sư Tiến sĩ Bogusław Szmygin
- Giáo sư Tiến sĩ Jan Skuratowicz
- Giáo sư Tiến sĩ Andrzej Tomaszewski.